# Loza policromada de Talagante

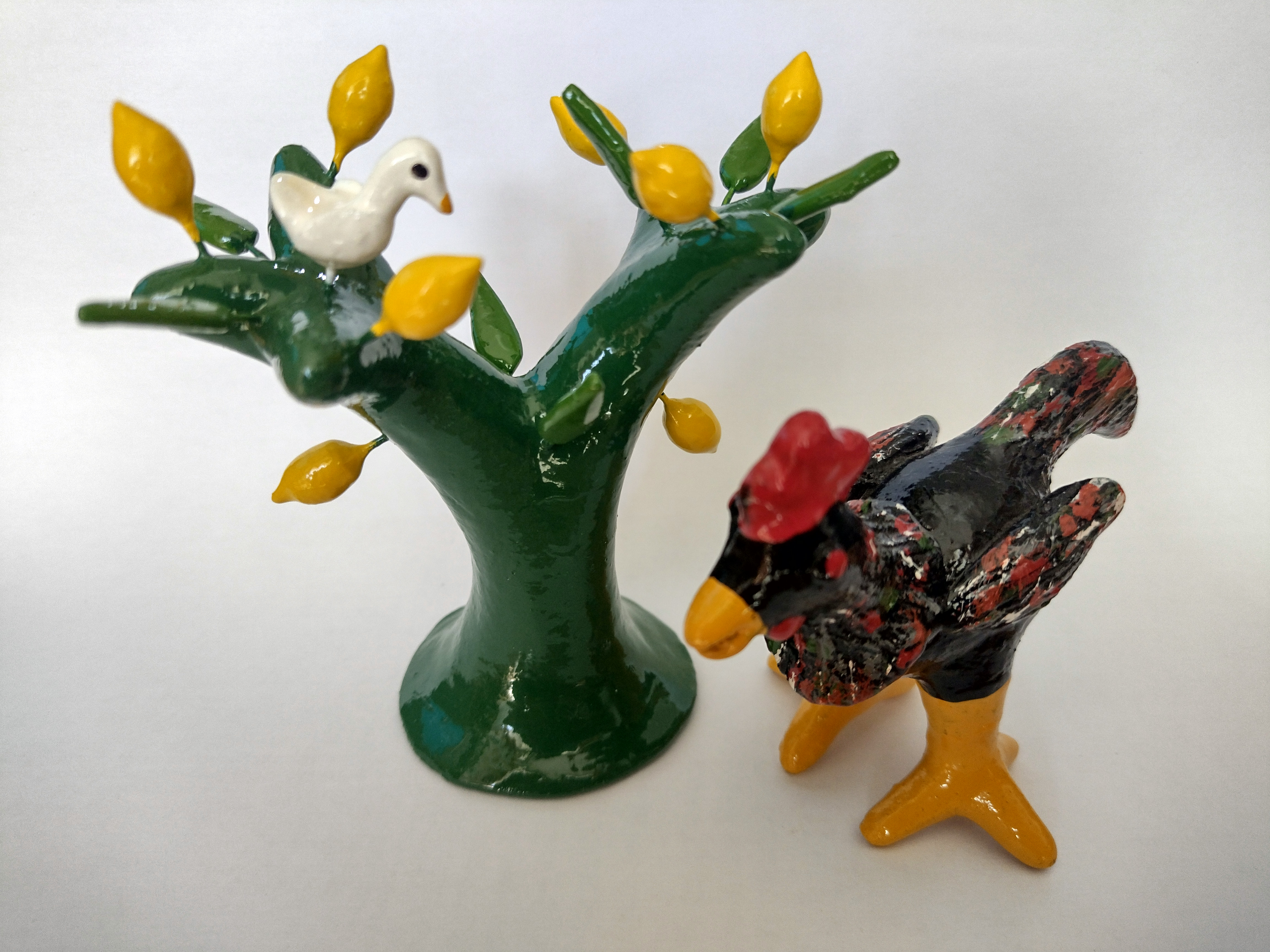
Figuritas en loza policromada de Talagante.

La loza policromada de Talagante es una técnica de artesanía desarrollada en la localidad homónima, en la Región Metropolitana de Santiago en Chile. Se trata de una artesanía compuesta por pequeñas piezas que no superan los 20 centímetros, modeladas en greda y pintadas a mano, brillantes y muy coloridas que recrean imágenes costumbristas con bastante detalle.

## Historia
Los orígenes de la loza policromada se remontan a la existencia de la Orden de las Hermanas Pobres de Santa Clara —conocidas popularmente como las «monjas claras»— en Chile; en 1571 tres mujeres españolas se reúnen para formar un beaterío en Osorno, en el cual desarrollaban cerámicas en miniatura con estilo morisco. En 1600 el convento se trasladó a Castro, en 1604 a San Francisco del Monte y posteriormente en Santiago, donde se instalarán en la Alameda a un costado del cerro Santa Lucía (sitio donde actualmente se encuentra la Biblioteca Nacional de Chile). En dicho lugar continuaron realizando piezas en cerámica policromada y perfumada hasta el fallecimiento de sor María del Carmen de la Encarnación Jofré en 1898, con lo cual dicha tradición se perdió entre las religiosas. Por otra parte, la localidad de Talagante ya poseía una larga tradición locera desde la época colonial, tal como lo describe María Graham en sus crónicas de inicios del siglo XIX.

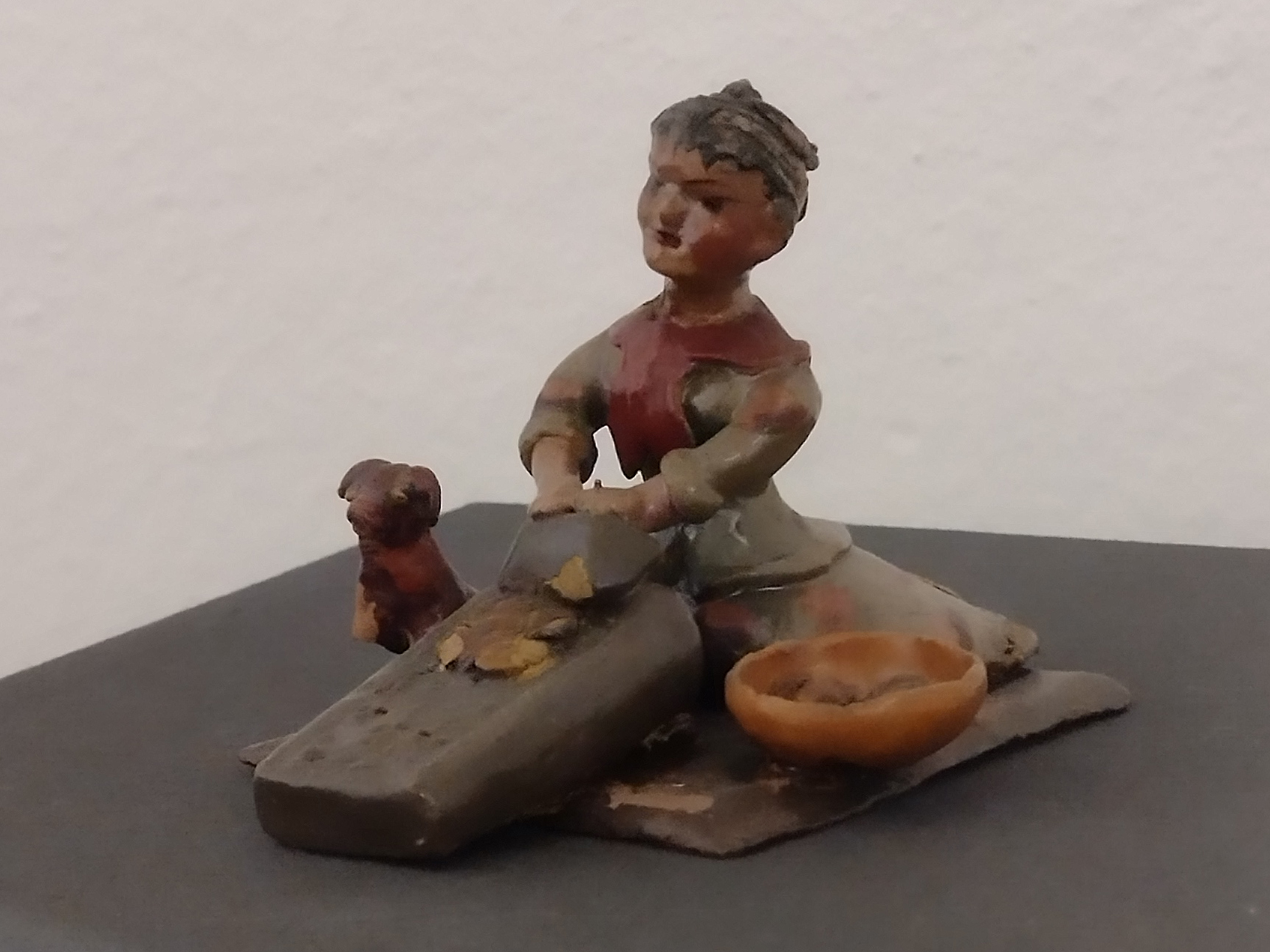
Mujer moliendo trigo, figurilla hecha en loza policromada por Sara Gutiérrez (1924).

La tradición de la loza policromada fue mantenida en Talagante a través de Antonina viuda de Calderón, quien había trabajado en el convento de las monjas claras y continuó la elaboración pero incorporando diseños de motivos populares. Entre las alumnas de Antonina estaba Margarita Gutiérrez (1858-1928), quien introdujo figuritas inspiradas en los vendedores callejeros; dicha locera a la vez enseñó el oficio a sus hermanas, Zoila Rosa (1859-1927) y Sara Gutiérrez (fallecida el 17 de agosto de 1954). Esta última sería una de las artesanas que potenciaría la fabricación de figuras inspiradas en oficios populares como el pollero (vendedor de aves a caballo), el organillero, la amasandera y la lavandera. Las piezas de Sara Gutiérrez eran comúnmente vendidas en las ferias navideñas que se instalaban en la Alameda de Santiago.

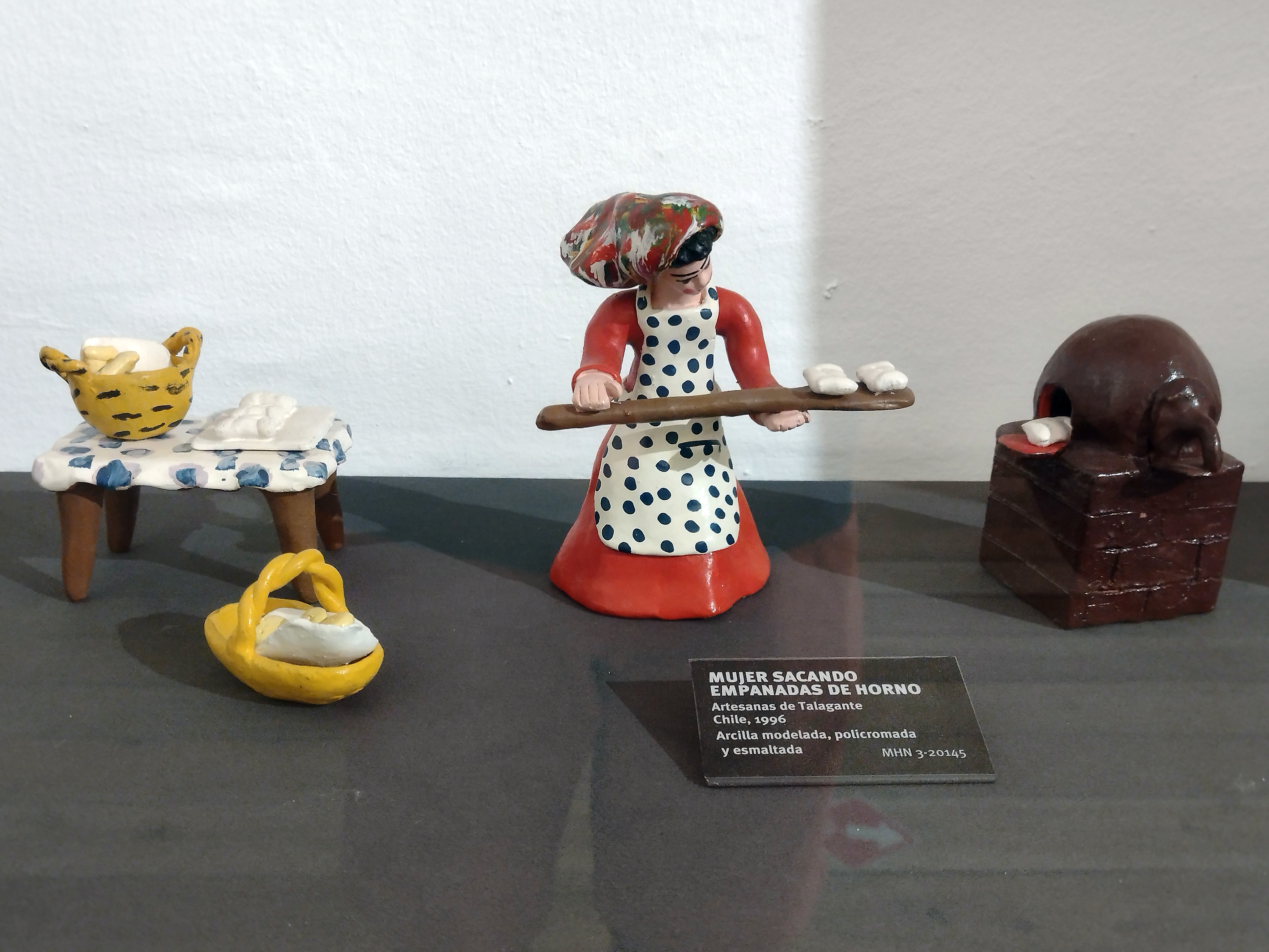
Mujer sacando empanadas de horno, figurilla hecha en loza policromada de Talagante.

Otra rama de loceras de Talagante es la que surge con María del Rosario Toro (1818-1893), quien según algunas fuentes habría aprendido el oficio ceramista luego de albergar en su hogar a dos mujeres salidas del monasterio de las monjas Claras; posteriormente ella traspasó sus conocimientos a su hija, Dolores López Toro, quien a su vez enseñó el oficio a sus hijas María Dolores (1878-1958) y María Luisa Jorquera López (1893-1968), las cuales desarrollaron la loza policromada al punto de llegar a vender sus piezas a museos y al extranjero. Posteriormente la tradición continuó con René Díaz Jorquera (1926-2012) —hijo de María Dolores y único hombre en la tradición locera de la familia—, María Olga (1921-2006) y María Luisa Díaz Jorquera (1936-2004), para finalmente llegar al final del siglo XX e inicios del siglo XXI con las hermanas Marisol (1959) y Teresa Olmedo Díaz (1962), hijas de María Luisa Díaz Jorquera, y con María Olga Espinoza Díaz (1954), hija de María Olga Díaz Jorquera.
Esta tradición heredada por la familia Díaz Jorquera de Talagante prosigue hasta la actualidad, convirtiéndose incluso en obsequio para altas autoridades. durante su visita a Chile en 1987, el Papa Juan Pablo II recibió una reproducción de la procesión de la fiesta de Cuasimodo hecha en loza policromada, y en noviembre de 2007 la presidenta Michelle Bachelet le obsequió una figura similar a Benedicto XVI. En enero de 2018, producto de la visita del papa Francisco a Chile, el sumo pontífice también recibió como obsequio una procesión de Cuasimodo en loza policromada.

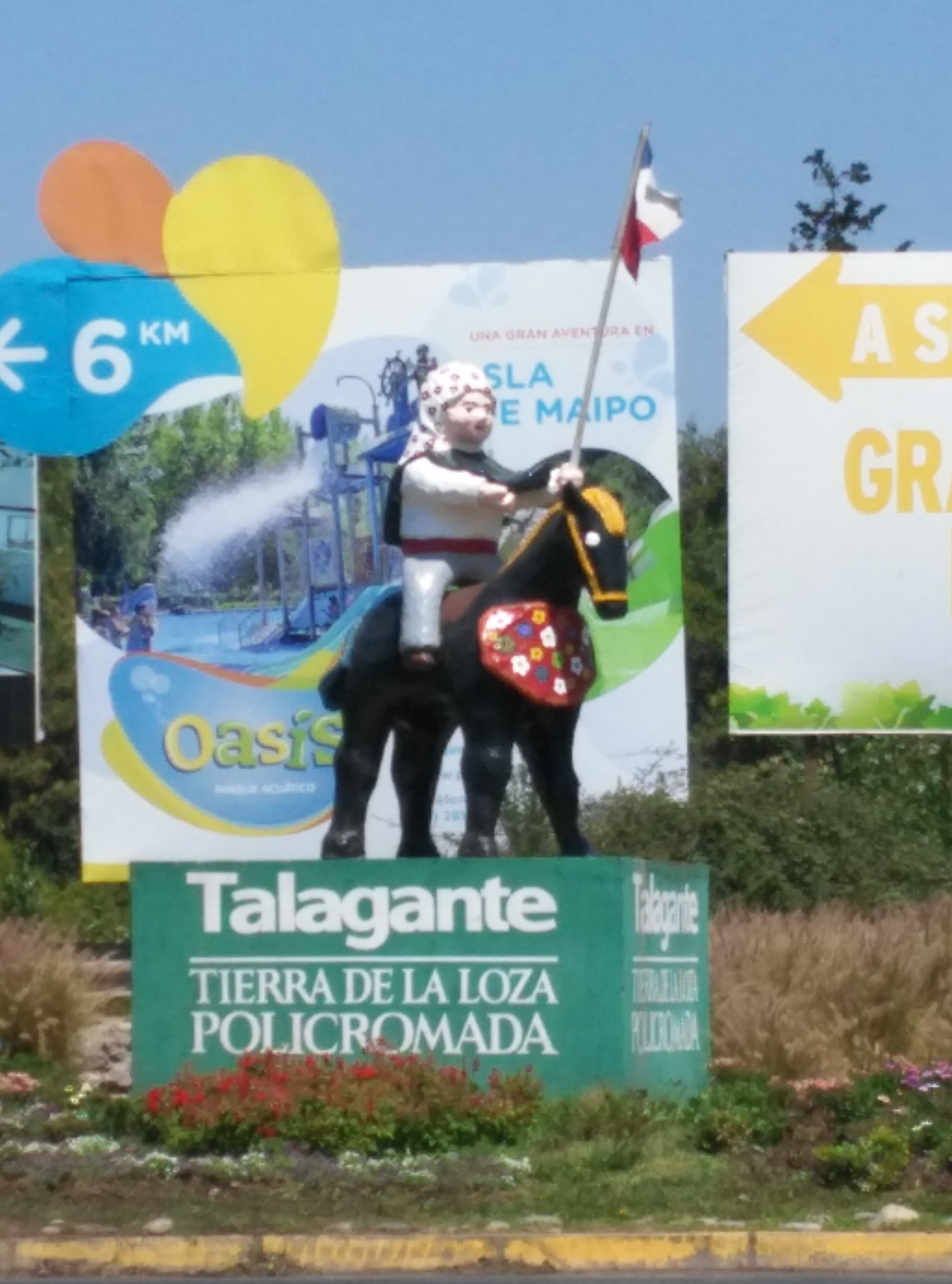
Monumento ubicado en un acceso a Talagante, que representa a gran escala la figura de un cuasimodista hecha en loza policromada.

En 2012 fue elaborado un monumento por parte del escultor Sergio Mallea en homenaje a la loza policromada que fue ubicado en uno de los accesos a Talagante y que hace referencia a un cuasimodista a caballo, mientras que 2013 fue inaugurada en el Museo de Talagante una exposición permanente de loza policromada; la colección de dicho recinto poseía en 2019 alrededor de 139 piezas de diferentes épocas.

## Cultoras y talleres

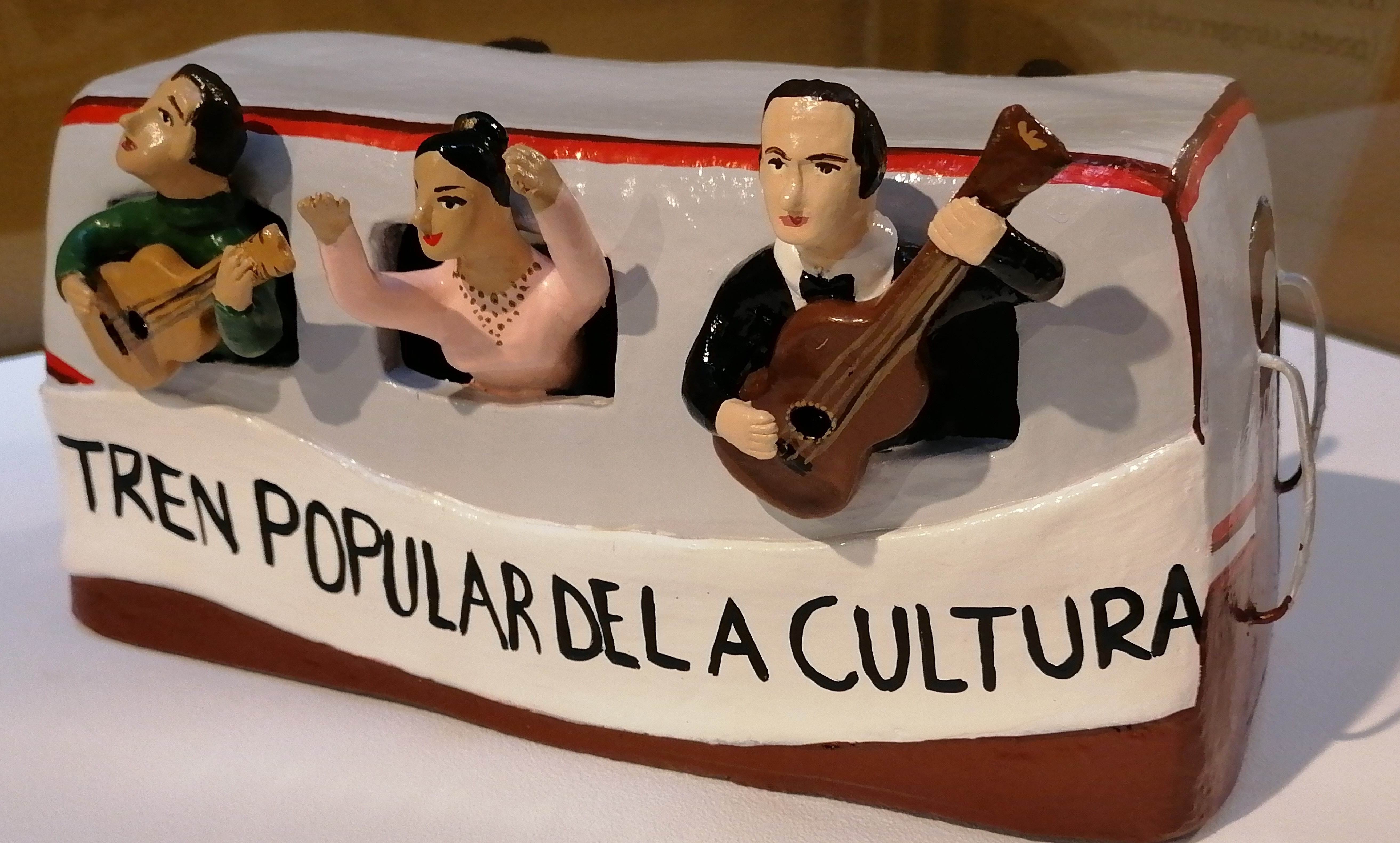
Recreación en loza policromada del Tren Popular de la Cultura de 1971.

Posterior a la desaparición de la loza policromada de las monjas claras en 1898, una investigación realizada por Vanya Roa Heresmann del Museo Histórico Nacional de Chile en 1975 permitió identificar la fórmula química y la calidad de arcilla utilizada para desarrollar la loza perfumada y policromada, lo cual permitió que la Congregación de las Monjas Claras retomara su producción. Sin embargo, hacia fines de los años 1990 ya habían fallecido casi todas las monjas que realizaban dicho oficio, por lo que nuevamente la artesanía se consideraba extinta.
Actualmente quienes continúan el oficio de la loza policromada como parte de la tradición familiar son María Olga Espinoza Díaz (también conocida como «Chiruca») y las hermanas Teresa y Marisol Olmedo Díaz, quienes poseen un taller en la Villa Los Aromos de Talagante. María Olga Espinoza Díaz obtuvo el Sello de Excelencia Artesanía Chile en 2008 y 2010, otorgado por el Consejo Nacional de la Cultura y las Artes y la Unesco. La familia posee también una tienda de artesanía ubicada frente a la Plaza de Armas de Talagante, en donde exhiben y venden sus productos.
En 2010 fue creada en Talagante la Agrupación Huellas de Greda, que reúne a artesanas de la zona de Talagante y Peñaflor, que buscan rescatar y mantener viva la técnica de la loza policromada, no tan solo imitando el trabajo de las loceras históricas, sino incorporando imágenes e iconos contemporáneos a sus creaciones. Aprendieron el oficio de Olga Espinoza Díaz y desde 2012 han participado de la Feria de Artesanía Tradicional organizada por la Pontificia Universidad Católica de Chile. También han realizado exposiciones temáticas, como por ejemplo con figuritas relacionadas al proceso de la Reforma Agraria, expuesta en el Museo Histórico Nacional en 2017.
En noviembre de 2024 fue inaugurada en el Museo Regional de Iquique la exposición «Este orgullo que tengo: arte popular y lucha LGBT en Chile por el poder interpretativo», realizada por Rolando Báez y que presenta figuras hechas en loza policromada de Talagante por Marta Contreras, en las que se representan hitos en la historia LGBT de Chile, entre ellos la protesta en la Plaza de Armas de Santiago de 1973.